# Стратегічна оборона
Стратегічна оборона — один з підходів до  воєнної доктрини і національної безпеки у цілому та/або бойові дії  з метою запобігання, опору чи відбиття стратегічного наступу, здійснюваного у наземному, морському, повітряному просторі, кіберпросторі, шляхом вторгнення або нападу, або як атаки у ході кібервійни.
Стратегічна оборона не завжди має  пасивний характер. Насправді, вона часто пов'язана з обманом противника, пропагандою і психологічною війною. Стратегічна оборона може включати також завдавання превентивних ударів. У планування стратегічної оборони часто включаються не лише політичне та військове керівництво, але також організації цивільної безпеки.  
 Абсолютна більшість держав у світі у мирний час проголошує метою своєї політики саме стратегічну оборону.
У контексті військових дій стратегічної обороною вважається війна, яка може тривати від кількох днів до кількох поколінь або окремі військові кампанії під час війни, що включають низку операцій, розділених у часі і просторі, і з певною спільною досяжною метою, для яких виділена певна частина наявних збройних сил. Як кампанія, стратегічна оборона може складатися з кількох битв, деякі з яких можуть бути наступальними за природою, або можуть виникнути в результаті відступу на нові позиції, оточення, або облоги сторони, яка захищається, спрямовані на забезпечення стратегічної ініціативи.

## Рекомендована література
- The Adelphi Papers, Volume 359, Number 1, August 1, 2003 Stephen J. Lukasik; S.E. Goodman; D.W. Longhurst, Chapter 2: Strategic Defence Options, pp. 15–24(10)